# Klautze
Klautze ist ein Ortsteil der Gemeinde Trebel im Landkreis Lüchow-Dannenberg in Niedersachsen. Das Dorf liegt nördlich des Kernbereichs von Trebel zwischen der nördlich fließenden Elbe und der B 493.

## Geschichte
Klautze war ursprünglich eine Gemeinde im Kreis Lüchow und wurde 1929 in die Gemeinde Marleben eingegliedert, die ihrerseits am 1. Juli 1972 Teil der Gemeinde Trebel wurde.